# ضريح توشوغو

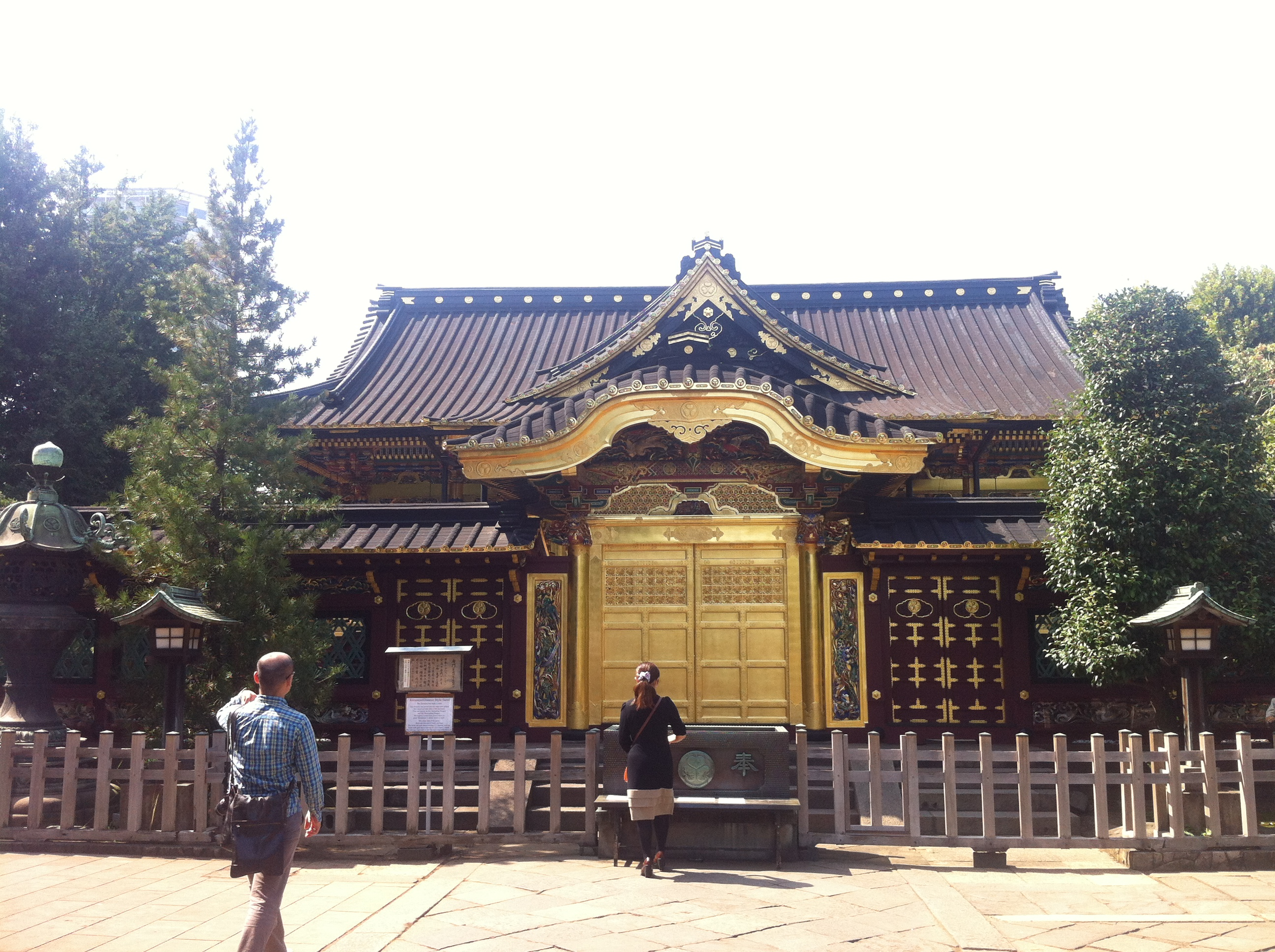
ضريح توشوغو

ضريح توشوغو (باليابانية: 東照宮 = Tōshōgū) من الأضرحة الشنتوية في اليابان، شيد تخليدا للقائد "توكوغاوا إيئه-ياسو"، مؤسس سلالة التوكوغاوا، والتي حكمت بلاد اليابان طيلة 250 سنة كاملة. خصص الضريح لأرواح كل من «إيئه-ياسو».

## أضرحة توشوغو
- ضريح توشوغو في نيكو(日光東照宮) (أشهر توشوغو في نيكو)
- ضريح توشوغو في كونوزان (久能山東照宮) (في محافظة شيزوأوكا)
- ضريح توشوغو في أوينو（上野東照宮） (في طوكيو)

## معرض صور

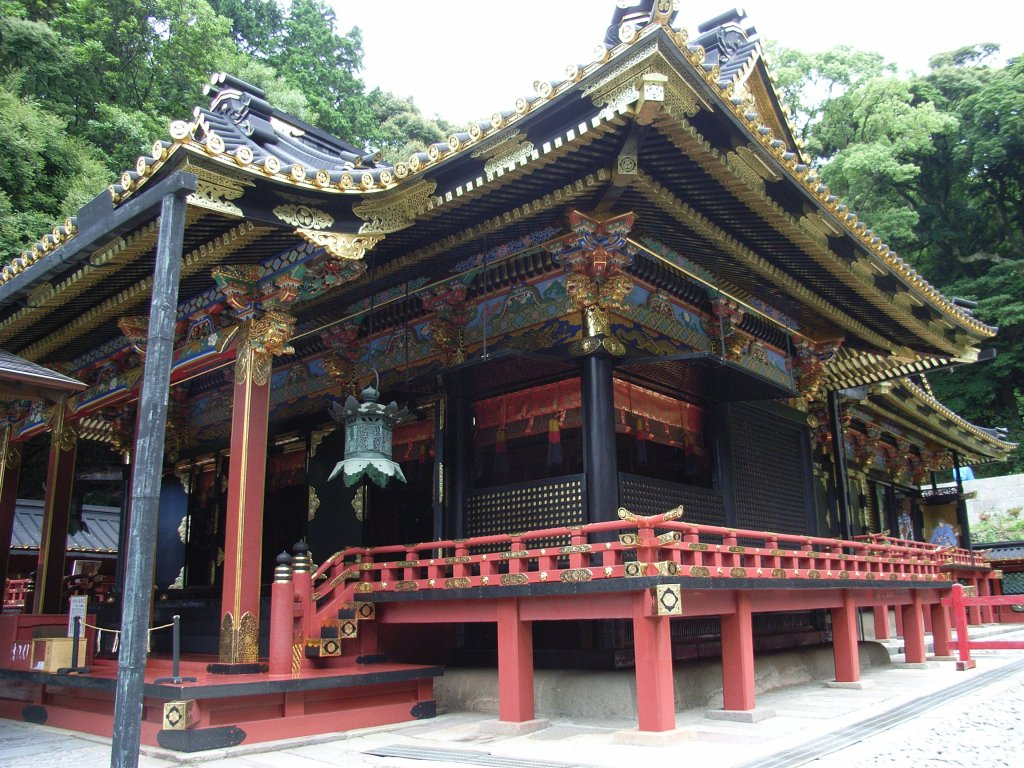
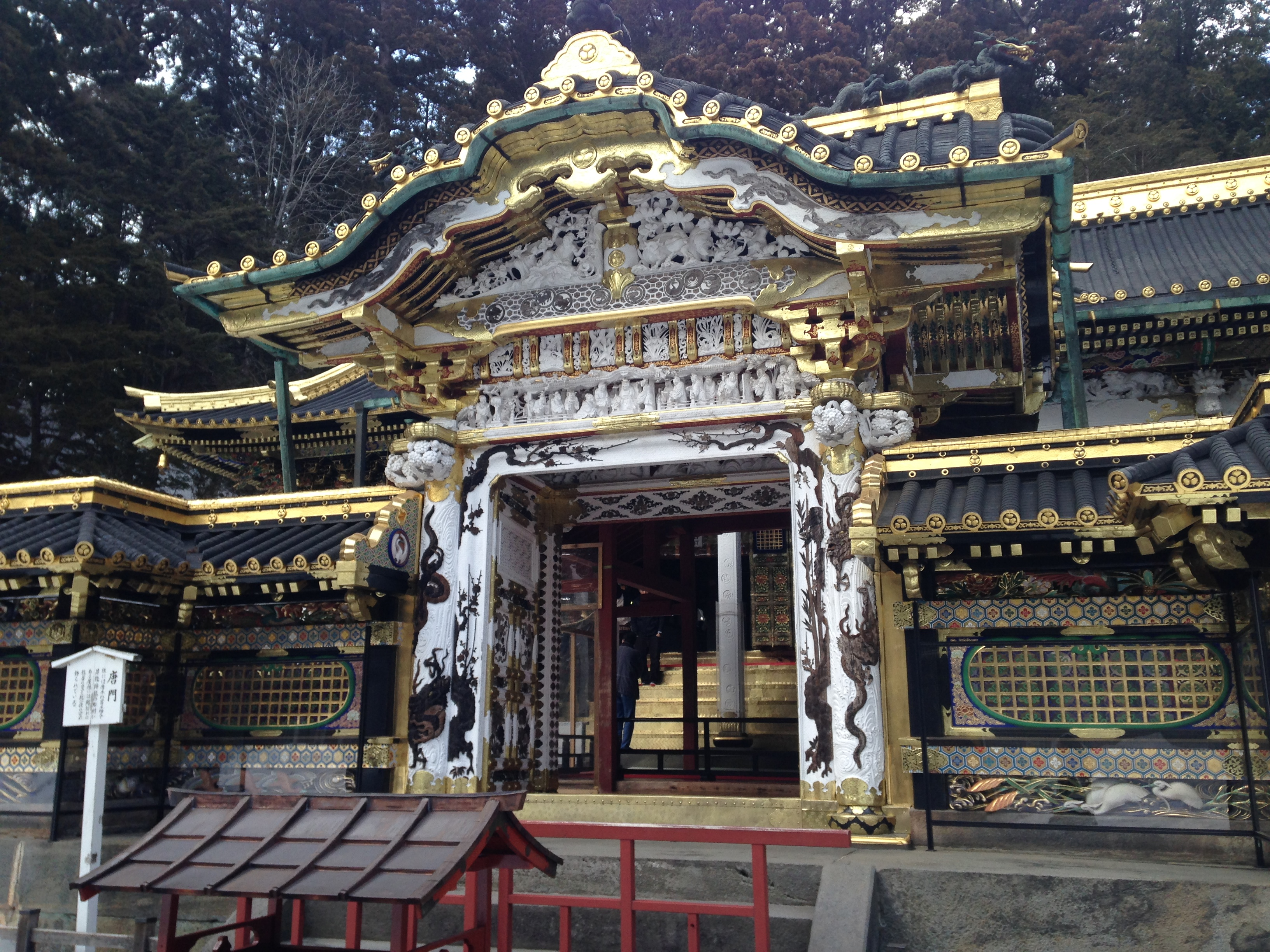
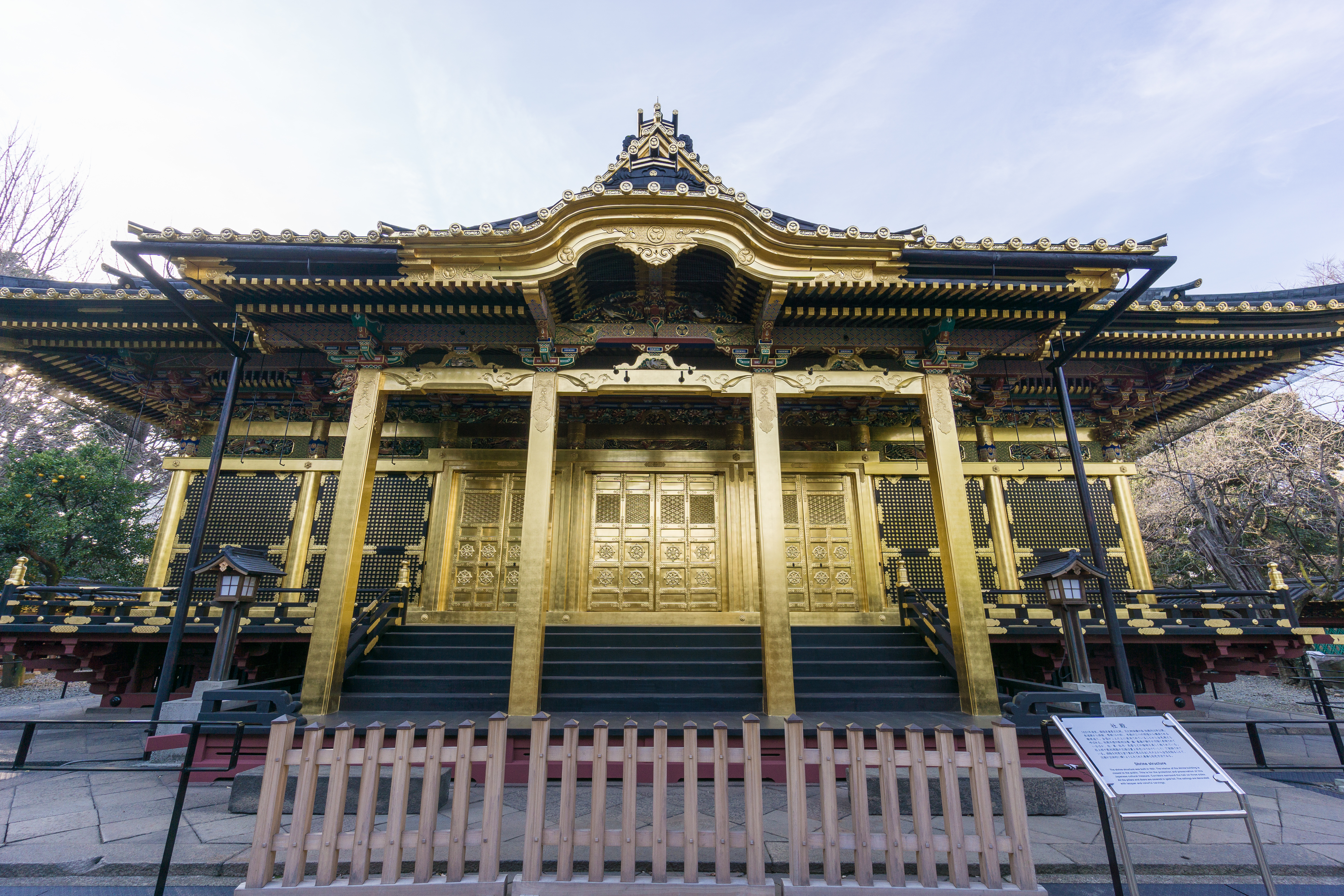